# Sindrome dell'arteria mesenterica superiore
La sindrome dell'arteria mesenterica superiore è un raro disordine dell'apparato gastrointestinale caratterizzato dalla compressione della terza porzione del duodeno da parte dell'aorta addominale (AA) e dell'arteria mesenterica superiore (SMA).

## Storia
La sindrome dell'arteria mesenterica superiore venne descritta per la prima volta nel 1842 da Carl Freiherr von Rokitansky in corso di autopsia. Con soli 400 casi riportati nella letteratura medica dal 1800, la sindrome dell'arteria mesenterica superiore rimane un'entità clinica controversa, spesso nemmeno considerata una patologica con dignità propria.
Wilkie (a cui si deve l'eponimo) pubblicò i risultati di uno studio comprensivo di 75 pazienti con sindrome delle SMA nel 1927. È inoltre conosciuta come sindrome della radice mesenterica o occlusione arterio-mesenterica intermittente.

Angolo aorto-mesenterico. La porzione orizzontale del duodeno è compresa tra l'aorta addominale e l'arteria mesenterica superiore.

## Anatomia
La terza porzione del duodeno (porzione orizzontale) è in rapporto posteriormente con la aorta addominale dalla quale si diparte, a livello di L1, l'arteria mesenterica superiore. Quest'ultima si dirige poi in avanti a destra e scende verso la fossa iliaca destra, scavalcando la porzione orizzontale del duodeno con cui si porta in rapporto. Per questo, il duodeno si trova compreso tra queste due arterie. Normalmente l'angolo aorto-mesenterico (l'angolo compreso tra il piano aortico e quello dell'arteria mesenterica superiore) è di circa 38°-56°, con una distanza di 10-20 mm tra le due arterie. In caso di sindrome dell'arteria mesenterica superiore l'angolo diventa di 6°-25° e la distanza di 2-8 mm.

## Epidemiologia
La sindrome della SMA è molto rara e colpisce soprattutto individui di sesso femminile e circa il 75% dei casi si stratifica in un'età compresa tra il 10 e i 30 anni. I soggetti colpiti sono di solito sottopeso (4 persone su 5) e spesso lamento condizioni di co-morbidità come ipercloridria, ulcera peptica, pancreatite e scoliosi. La sindrome della SMA è caratterizzata da mortalità molto elevata (1 soggetto ogni 3).

In corso di sindrome della SMA, il duodeno viene compresso tra l'aorta addominale e l'arteria mesenterica superiore.

## Eziologia e patogenesi
Normalmente, il tessuto adiposo retroperitoneale si interpone nell'angolo superiore compreso tra il margine superiore del duodeno e la superficie inferiore dell'arteria mesenterica superiore. La sindrome della SMA interviene quando si verificano eventi che alterano questo tessuto, portando ad un anomalo restringimento dell'angolo arterioso in cui risiede la terza porzione duodenale. Condizioni di rischio sono rappresentati dall'inserzione alta del legamento di Treitz, dall'origine bassa dell'arteria mesenterica superiore o da una malrotazione intestinale intorto all'arteria. Al di là di queste condizioni predisponenti, si associano ad un aumento del rischio le seguenti alterazioni:
- Neoplasie retroperitoneali
- Sindromi da malassorbimento
- Cachessia
- Anoressia nervosa
- Lordosi lombare patologica
- Visceroptosi
- Lassità della parete addominale
- Adesioni peritoneali
- Rapido accrescimento in senso longitudinale durante la pubertà
- Importanti perdite di peso
- Nefrectomia sinistra
- Lesioni del midollo spinale
- Chirurgia della scoliosi
- Motilità compromessa del tratto gastrointestinale[4]

Il vomito successivo a chirurgia della scoliosi deve rappresentare un segnale di allarme per lo sviluppo di questa sindrome.

## Profilo clinico
Le manifestazioni tipiche sono:
- Sazietà precoce
- Vomito (che può essere anche biliare)
- Dispepsia post-prandiale
- Eruttazioni
- Ipersensibilità della zona addominale
- Cachessia

Con la perdita di peso può instaurarsi un circolo vizioso che peggiora il quadro clinico. I sintomi sono diminuiti dal decubito sul fianco sinistro o dalla posizione accovacciata. Il decubito supino e sul fianco destro aggrava invece la sintomatologia.

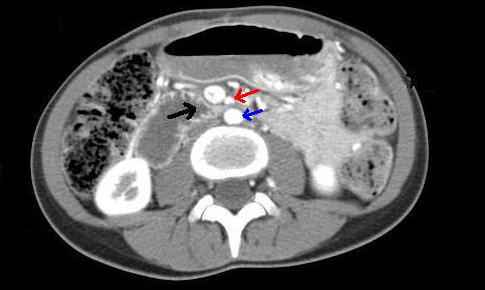
Sezione TC a livello addominale che mostra la compressione duodenale (freccia nera) operata dall'arteria mesenterica superiore e dall'aorta.

## Profilo diagnostico
La diagnosi è molto difficile e spesso si pone attraverso l'esclusione delle altre patologie con cui cade in diagnosi differenziale. La sindrome della SMA viene presa in considerazione solo quando la esofagogastroduodenoscopia, la colonscopia e i profili valutativi per sindromi autoimmuni o da malassorbimento non siano stati dirimenti.
La diagnosi può essere posta attraverso la valutazione radiografica addominale dopo pasto baritato che mette in evidenza la dilatazione abnorme della porzione duodenale a monte del restringimento. La TC eseguita dopo l'assunzione di mezzo di contrasto per via orale ed IV può risultare utile per valutare l'entità del restringimento. L'ecografia è in grado di dimostrare un aumento della velocità del flusso arterioso attraverso la SMA. L'angiografia è invece solitamente normale. Tuttavia i reperti strumentali non sempre forniscono un adeguato profilo diagnostico, a causa della possibilità di reperire alterazioni prive di significato clinico. Nelle lesioni spinali, le alterazioni della somestesia addominale possono suggerire la presenza di sindrome della SMA.
Scambiare la sindrome della SMA per un disordine psicologico come l'anoressia nervosa porta ad un ritardo del trattamento con conseguente aumento della mortalità.

## Terapia
Nei casi lievi, può essere sufficiente impostare una terapia atta al ripristino del peso corporeo al fine di interrompere il circolo vizioso; in tal senso si può procedere con una nutrizione parenterale. Nei casi in cui non si mostri una remissione della sintomatologia, si deve procedere con la digiunostomia o con una duodenodigiunostomia laparoscopica.